# Chicón
Chicón es una montaña del Perú con una altitud de 5,530 msnm. Está situada en los Andes del Perú, en la Región Cuzco, provincia de Calca, distrito de Calca y la provincia de Urubamba, distrito de Urubamba. Es uno de los puntos más altos de la cordillera de Urubamba, parte de la cordillera del Vilcanota. Allí se puede realizar trekking y escalada.